# Sao Shwe Thaik
Sao Shwe Thaik birmano: စဝ်ရွှေသိုက်, (* 1894 - 21 de noviembre de 1962) fue el primer presidente de la Unión de Myanmar o Birmania y el último Saopha de Yawnghwe. Su título real completo era Kambawsarahta Thiri Pawaramahawuntha Thudamaraza. Fue una figura política muy respetada Shan en Birmania. Su residencia en Nyaung Shwe (Yawnghwe), el Haw, es ahora el "museo de Buda" y está abierto al público.

## Biografía
Shwe Thaik fue educado en la Escuela de Estado Mayor Shan en Taunggyi. Luego ingresó al servicio militar británico durante la Primera Guerra Mundial, y también sirvió en el Servicio de Fronteras del Nordeste desde 1920 hasta 1923. En 1927, fue elegido como sucesor de su tío como Saopha de Yawnghwe por el Consejo de Ministros de los Estados Federados Shan Unidos.   Trabajó en el servicio militar desde 1939 hasta 1942. 
Se casó cinco veces, su esposa más conocida fue Sao Hearn Hkam, hermana del Saopha de Hsenwi (Theinni). Tuvo un total de tres hijos.